# Мартин (Тенеси)
Мартин (енгл. Martin) град је у америчкој савезној држави Тенеси.

## Демографија
По попису из 2010. године број становника је 11.473, што је 958 (9,1%) становника више него 2000. године.
| Група             | 2000.         | 2010.         |
| Белци             | 8.162 (77,6%) | 8.754 (76,3%) |
| Афроамериканци    | 1.642 (15,6%) | 1.936 (16,9%) |
| Азијати           | 434 (4,1%)    | 329 (2,9%)    |
| Хиспаноамериканци | 191 (1,8%)    | 258 (2,2%)    |
| Укупно            | 10.515        | 11.473        |